# Dadapmulyo
Dadapmulyo is een bestuurslaag in het regentschap Rembang van de provincie Midden-Java, Indonesië. Dadapmulyo telt 1974 inwoners (volkstelling 2010).